# Maria Teresa Ferragud Roig
Maria Teresa Ferragud Roig (14. ledna 1853, Algemesí – 25. října 1936, Alzira) byla španělská římskokatolická laička a mučednice. Katolická církev jí uctívá jako blahoslavenou.

## Život
Narodila se 14. ledna 1853 v Algemesí.
Dne 23. listopadu 1872 se vdala za zbožného muže Vicenta Silveria Masià. Spolu měli devět dětí, z nichž tři se staly klariskami-kapucínkami a jedna bosou augustiniánkou. Každý den chodívala na mši a chovala velkou oddanost k Nejsvětější svátosti, Panně Marii a Nejsvětějšímu srdci Ježíšovu.
Byla v charitě, a to především v Společnosti svatého Vincenta de Paul. V této společnosti působila také jako předsedkyně.
Po vypuknutí španělské občanské války a počátku pronásledování katolické církve roku 1936 se její dcery ukryly v jejím domě. Sestry byly objeveny 19. října a odvedeny do vězení. Spolu s nimi byla zatčena i jejich matka, která nechtěla dcery pustit samotné. Dne 25. října 1936 byly odvedeny na místo smrti Cruz Cubierta v Alziře, kde byly dcery i matka zastřeleny. Jejich matka si zvolila, aby byla zastřelena jako poslední.
Spolu s ní byly zabity:
- María Vicenta Masiá Ferragud (nar. 12. ledna 1882, Algemesí)
- María Joaquina Masiá Ferragud (nar. 15. června 1884, Algemesí), klariska-kapucínka
- María Felicidad Masiá Ferragud (nar. 29. srpna 1890, Algemesí), klariska-kapucínka
- Josefa Ramona Masiá Ferragud (nar. 10. června 1897, Algemesí), bosá augustiniánka

## Proces blahořečení

### Maria Teresa
Dne 20. října 1955 byl ve valencijské arcidiecézi zahájen její proces blahořečení. Byla zahrnuta do skupiny Amalia Abad Casasempere a 18 družek.  Dne 17. června 1998 byla kauza spojena s dalšími a spojením vznikla kauza José Aparicio Sanz a 73 druhů.
Dne 18. prosince 2000 uznal papež Jan Pavel II. jejich mučednictví. Blahořečeni byli 11. března 2001.

### Její dcery
Dne 17. prosince 1957 byl ve valencijské arcidiecézi zahájen jejich proces blahořečení. Do procesu bylo zařazeno také dalších dvanáct kapucínů a dvě další klarisky-kapucínky.
Dne 20. prosince 1999 uznal papež Jan Pavel II. jejich mučednictví. Blahořečeni byli 11. března 2001 stejně jako jejich matka.